# 室戸型給炭艦
室戸型給炭艦（むろとがたきゅうたんかん）は、日本海軍の給炭艦。同型艦2隻。第一次大戦後に補助艦として建造され、石炭を運送する目的のために建造された。石炭のほかに軍需品なども輸送した。

## 概要
第一次世界大戦の勃発により民間船需要の逼迫と賃貸料の高騰した。また石炭価格も上昇し、更に上がる勢いだった。これらのため1917年(大正6年)9月15日に6,000トン積運送船1隻を三菱で建造する事が提案された。それによると、シンガポール方面の石炭、台湾の粉炭を徳山に輸送、徳山の練炭を横須賀に輸送する費用を民間に委託した場合と海軍所有の運送船で行った場合を比較した結果、海軍運送船で運搬した場合、1年目は建造費を含めてもほぼ同一費用の約243万円となる計算だった。また艦艇の行動区域が拡大し、石炭価格のさらなる上昇と艦艇への給炭の困難が予測された。この提案は同年9月27日に決裁され、その後艦艇の活動地域が拡大する情勢のため、ハワイ方面からの石炭輸入と練炭輸送のためにもう1隻建造することも提案され、同年11月24日に決裁された。これにより1917年（大正6年）度の臨時軍事費により雑役船として2隻の運送船が計画され、翌年と翌々年に三菱神戸造船所で竣工した。1920年（大正9年）に特務艦中の運送艦（給炭）に類別が変更された。
艦型はいわゆる3島型の貨物船で、艦の前後に12cm砲を各1門ずつ装備する以外は民間のそれと大きな違いはない。アメリカ海軍の給炭艦は大規模な給炭設備を擁したが、本艦型にはそれもなかった。
1番艦「室戸」は1932年（昭和7年）に臨時の病院船設備を搭載した。ただし種別は運送艦のままとされている。この時に船橋楼甲板を延長し2番艦「野島」との区別が容易となった。同時に砲を8cm高角砲に換装している。
「野島」は1930年（昭和5年）にボイラーを宮原缶3基に換装、速力が14ノットに向上した。1932年（昭和7年）には砲を8cm高角砲に換装している。
両艦とも日中戦争、太平洋戦争に参戦し「室戸」は病院船任務と輸送任務に、「野島」は輸送任務に就き両艦とも大戦中に戦没している。

## 同型艦
- 室戸 - 1918年12月7日竣工（三菱神戸）。1944年10月22日沈没。
- 野島 - 1919年3月31日竣工（三菱神戸）。1943年3月3日沈没。